# Esterilização compulsória no Canadá
Esterilização compulsória no Canadá de indivíduos considerados mentalmente inaptes ou “socialmente inadequados” foi generalizada no início e meados do século XX. A crença era de que, ao impedir que esses indivíduos se reproduzissem, a sociedade seria protegida do impacto negativo percebido de seus genes. Isso levou à esterilização compulsória de milhares de pessoas, muitas das quais eram mulheres indígenas, indivíduos com deficiências e aqueles considerados portadores de traços “indesejáveis”.
A base legal para a esterilização compulsória no Canadá pode ser rastreada até a aprovação da Lei de Esterilização Sexual em Alberta em 1928. Essa legislação permitia a esterilização de indivíduos considerados mentalmente deficientes ou mentalmente doentes sem o seu consentimento. Legislações similares existiam na Colúmbia Britânica, embora os registros de esterilizações nesse local sejam incompletos. Além disso, esterilizações ocorreram em Saskatchewan, Quebec, Manitoba, Ontário e outras regiões sem marcos legais específicos. Essas leis permaneceram em vigor até a década de 1970, quando a opinião pública começou a mudar e a prática foi eventualmente considerada antiética e desumana.
Apesar da legislação, mulheres indígenas alegam que foram coagidas a consentir com a esterilização, muitas vezes durante momentos vulneráveis, como o parto, a partir de meados da década de 1970. Em junho de 2021, o Comitê Permanente de Direitos Humanos no Canadá constatou que a esterilização compulsória continua ocorrendo no Canadá e que sua extensão foi subestimada. Um projeto de lei foi apresentado ao Parlamento em 2024 para acabar com a prática.
Embora as visões atuais possam definir essas ações como racistas ou genocidas, elas eram consideradas progressistas na época. As crenças e práticas eugênicas canadenses operavam através da institucionalização e dos julgamentos médicos, similares aos de outras nações da época, e alguns estudiosos modernos defendem que isto foi uma forma de genocídio canadense dos povos indígenas, visando limitar os direitos e a existência de um grupo de pessoas.

## História da eugenia no Canadá
Movimentos eugênicos surgiram em muitas jurisdições europeias e americanas em resposta a processos históricos, sociais, científicos, econômicos e políticos que ocorriam na época. Francis Galton inventou o termo “eugenia” em 1883, derivando-o de suas raízes gregas, significando “bom em nascimento” ou “nobre em hereditariedade”. “A ciência da eugenia estava preocupada com a melhoria do padrão humano e focava na influência que daria às ‘raças ou linhagens de sangue mais adequadas uma melhor chance de prevalecer rapidamente sobre as menos adequadas’”. Os eugenistas estavam preocupados em gerir a direção que a evolução humana tomaria: a seleção natural, sobre a qual o primo de Galton, Charles Darwin, escreveu, era considerada insuficiente para atender às necessidades da sociedade moderna. Se deixadas unicamente à natureza, os eugenistas argumentavam, as classes perigosas, que se acreditava terem uma alta taxa reprodutiva, tomariam conta. Essas ideias, promovidas no exterior, rapidamente ganharam popularidade no Canadá no início dos anos 1900. Nova Escócia foi o berço do primeiro “movimento eugênico” no país, quando a Liga para o Cuidado e Proteção de Pessoas inaptas mentais foi estabelecida na província em 1908. Em Quebec, Ontário e em outros lugares, acadêmicos e médicos trabalharam para recrutar hereditaristas para suas fileiras e apoiaram publicamente a eugenia.
Os eugenistas procuravam apoiar ativamente a reprodução de algumas mulheres, ao mesmo tempo em que buscavam garantir sua cooperação em esforços para conter a reprodução de outras, por meio do apoio a medidas como a regulação do casamento, a institucionalização e a esterilização compulsória. Muitos eugenistas estavam dispostos a apoiar certos direitos para algumas mulheres na medida em que estes ajudariam a sustentar o empreendimento político e econômico de construção nacional baseado em uma noção intrinsecamente racial de pertencimento. A esterilização compulsória oficial como parte do movimento eugênico no Canadá começou na década de 1920.
A ideologia funcionava para ocultar as relações históricas e materiais que deram origem a muitos dos problemas sociais da sociedade canadense no final do século XIX e início do século XX, atribuindo as causas à pobreza, crime e doenças nos indivíduos, em vez disso. A adoção de intervenções propostas, como a esterilização, servia como uma solução de saúde pública economicamente viável, permitindo evitar explicações sistêmicas, beneficiando interesses privados e perpetuando relações exploratórias. Em seus esforços, os eugenistas também incentivavam a reprodução dos “aptos”, ou seja, mulheres de origens anglo-saxônicas, de classes média e alta. Temendo uma diminuição na taxa de natalidade devido ao maior acesso à educação, ao ingresso no mercado de trabalho e ao aumento das taxas de mortalidade infantil, os eugenistas procuravam trazer essas mulheres “de volta para casa”, incentivando-as a se tornarem defensoras da causa eugênica.

## Convenção das Nações Unidas para a Prevenção e Punição do Crime de Genocídio
O Artigo II da Nações Unidas – Convenção para a Prevenção e Punição do Crime de Genocídio define genocídio como qualquer dos seguintes atos cometidos com a intenção de destruir, total ou parcialmente, um grupo nacional, étnico, racial ou religioso como tal:
a) Matar membros do grupo;
b) Causar danos corporais ou mentais graves aos membros do grupo;
c) Infligir deliberadamente ao grupo condições de vida calculadas para provocar sua destruição física, no todo ou em parte;
d) Impor medidas para prevenir nascimentos dentro do grupo;
e) Transferir crianças de um grupo para outro à força.
Uma conferência internacional da Comissão de Direitos Humanos das Nações Unidas, realizada em Montreal, afirmou em março de 1999 que o Canadá “está em violação do direito internacional em seu tratamento de seu povo aborígene” e que a condição dos nativos no Canadá é “a questão de direitos humanos mais urgente enfrentada pelos canadenses.” (The Vancouver Sun, 10 de abril de 1999).
O Comitê contra a Tortura das Nações Unidas revisou o Canadá em 2018. O relatório citou preocupação com casos recentes de esterilização forçada ou compulsória de mulheres e meninas indígenas em Saskatchewan. As mesmas preocupações foram repetidas durante a reavaliação do Canadá pela Comissão Interamericana de Direitos Humanos e pelos Relatores Especiais da ONU em 2019.

## Alberta
Ver também
O programa de esterilização mais prejudicial da história do Canadá foi estabelecido com a aprovação da Lei de Esterilização Sexual de 1928. Dos anos de 1928 a 1972, esterilizações, tanto compulsórias quanto opcionais, foram realizadas em quase 3000 indivíduos de várias idades e etnias. No total, foram realizados mais de 2800 procedimentos. Inicialmente, a lei previa a esterilização somente quando o consentimento fosse dado pelo sujeito ou pelo tutor legal, dependendo da competência do indivíduo programado para a operação. A emenda de 1937 à lei permitiu que as esterilizações fossem realizadas sem consentimento no caso daqueles considerados mentalmente deficientes. A esterilização de indivíduos considerados mentalmente doentes ainda exigia consentimento. Ao final da Segunda Guerra Mundial, enquanto outros programas eugênicos de esterilização estavam sendo descontinuados, Alberta continuou, até mesmo aumentando o escopo de elegibilidade para esterilizações. Elas continuaram até 1972, quando aproximadamente 5000 pessoas foram operadas.

### Esterilização direcionada
Jovens, minorias e mulheres foram esterilizados em números desproporcionalmente elevados. Menores, devido à sua dependência legal dos adultos, eram quase sempre classificados como “mentalmente deficientes”, assim contornando o requisito de consentimento dos pais. Os povos aborígenes de Alberta e os Métis, independentemente da idade, também foram alvos. Perto do fim do programa de esterilização de Alberta, os povos aborígenes e os Métis representavam 25% das esterilizações realizadas. Além disso, aqueles de ascendência aborígene receberam desproporcionalmente a classificação de “mentalmente deficientes”, o que lhes negava seus direitos legais e os tornava elegíveis para a esterilização sem consentimento. Os povos aborígenes representavam apenas 2,3% da população geral de Alberta, mas compunham 6% da população institucionalizada.  Mulheres, especialmente aquelas que eram jovens, pobres e solteiras, também estavam desproporcionalmente representadas; acreditava-se que elas estavam em alto risco de prostituição ou, pelo menos, de promiscuidade, atividades suspeitas de gerar mais imoralidade. Embora se admitisse que a esterilização não mudaria o comportamento dessas mulheres, a esterilização tinha a intenção de impedi-las de gerar uma prole igualmente defeituosa.[carece de fontes?]

### Consequências
Apesar da imprecisão dos testes de QI e da enorme área cinzenta na classificação dos mentalmente deficientes, quase 3000 pessoas foram tornadas estéreis pela Lei de Esterilização Sexual. A verdadeira natureza da lei foi revelada quando Leilani Muir, uma ex-internada do Centro Michener (também conhecido como a Escola de Treinamento Provincial para Deficientes Mentais, PTS), descobriu em 1971 que havia sido esterilizada. Após ser internada na PTS aos 10 anos de idade como uma criança indesejada e abusada, Leilani recebeu uma educação de qualidade inferior. Ela foi erroneamente designada como mentalmente deficiente, classificada como um imbécil (um indivíduo com QI entre 51 e 70), efetivamente anulando seus direitos humanos. Foram administrados a ela poderosos agentes antipsicóticos sem qualquer causa justificada, pois ela não havia manifestado sintomas de psicose durante sua internação na PTS. Eventualmente, ela foi submetida a um teste de QI improvisado, no qual obteve 64 pontos. Pouco depois, ela foi levada perante o Conselho de Eugenia, e a esterilização foi autorizada, aguardando o consentimento de sua mãe (que foi prontamente concedido).
Em 1995, como indenização por sua humilhação por ter sido rotulada como um imbécil e por sua esterilização subsequente, Leilani recebeu C$750.000 e C$230.000 (1,77 milhão de dólares canadenses em 2025). Desde então, outros 1300 casos foram abertos, vários deles envolvendo indivíduos que podem ter deficiências mentais reais.

## Colúmbia Britânica
Em 1933, a Colúmbia Britânica tornou-se uma das duas províncias a implementar uma lei clara de esterilização sexual eugênica. A Lei de Esterilização Sexual da província, legislada em 1933 e revogada em 1973, assemelhava-se de perto à legislação de 1928 de Alberta, embora as práticas fossem diferentes. A lei criou um Conselho de Eugenia, composto por um juiz, um psiquiatra e um assistente social. Ao Conselho foi concedida a autoridade para ordenar a esterilização, com consentimento, de qualquer internado recomendado a eles por um superintendente, que “se liberado … sem ser submetido a uma operação de esterilização sexual, provavelmente produziria ou geraria filhos que, por herança, teriam tendência a doença mental grave ou deficiência mental”. Muitos dos indivíduos apresentados para esterilização no âmbito do programa eugênico da província passaram pelo Riverview Hospital (Essondale). Em comparação com os “2834 indivíduos esterilizados sob a política eugênica de Alberta”, o historiador Angus McLaren estimou que na Colúmbia Britânica não mais que algumas centenas de indivíduos foram esterilizados.[2] A disparidade entre os números esterilizados nas duas províncias pode ser atribuída, em parte, às disposições mais rigorosas da Lei de Esterilização Sexual da Colúmbia Britânica. Enquanto a legislação de Alberta foi emendada duas vezes para aumentar o escopo e a eficiência do programa, o programa de esterilização da Colúmbia Britânica permaneceu inalterado.[3] Embora isso pareça ter resolvido a questão, no início da década de 1970 o público viria a saber que esterilizações coercitivas estavam, de fato, ocorrendo no Norte, apesar da ausência de legislação.

### Povos-alvo
Conceitos de raça têm sido há muito tempo associados ao trato com os Povos Indígenas no Canadá. A ideologia eugênica serviu como uma justificativa conveniente para as terríveis circunstâncias criadas pela colonização e foi instrumental na determinação de como interferir na vida dos povos indígenas. As intervenções eram frequentemente guiadas pela visão de que os menos evoluídos eram um perigo para a sociedade, o que justificava invasões drásticas em suas vidas. Medidas iniciais defendidas no espírito da eugenia negativa, incluindo a regulação do casamento, a segregação e a esterilização, foram todas impostas aos Povos Indígenas no Canadá.

### Política
As leis canadenses de esterilização criaram um Conselho de Eugenia que podia impor esterilizações em pessoas sem o seu consentimento. Isso se desenvolveu em uma prática comum, especialmente em relação a homens, mulheres e crianças indígenas.
Em 1926, Adolf Lorenz, de Vancouver, afirmou, “nosso senso de humanidade está destruindo a humanidade. Estamos permitindo que cada vez mais do estoque humano mais pobre sobreviva e se reproduza.” A esterilização era o melhor método para diminuir o número de inaptos mentais produzidos. Uma vez que os inaptos mentais fossem esterilizados e o “problema curado”.
Para determinar quem era um potencial candidato para a esterilização ou institucionalização, testes de quociente de inteligência estavam sendo realizados em escolas, hospitais e escolas para meninos e meninas. Testes de inteligência foram iniciados na Califórnia, que também possuía a política eugênica mais ativa nos Estados Unidos. Membros da Assembleia Legislativa da Colúmbia Britânica, como o “Honorável William Sloan”, afirmaram que a Califórnia era a líder no desenvolvimento e execução de uma lei eugênica.
De acordo com a lei, apenas pessoas que eram “paciente ou sob custódia” de uma instituição conforme definido pela “Lei dos Hospitais Psiquiátricos” ou pela “Casa Industrial para Meninas” ou pela ‘‘Lei das Escolas Industriais’’ seriam afetadas pela lei. Esses indivíduos, denominados pela lei como “internos”, estariam envolvidos ou vivendo no Essondale (atualmente conhecido como Instituição Psiquiátrica Riverview), ou nas Escolas Industriais para Meninos ou Meninas (para crianças consideradas delinquentes).
As decisões sobre quais internos seriam esterilizados deveriam ser tomadas pelo Conselho de Eugenia. O Conselho de Eugenia era composto por um juiz, um psiquiatra e um assistente social, que eram nomeados pelo Tenente-Governor em Conselho. O Conselho de Eugenia receberia recomendações de uma das instituições acima se o superintendente da instituição acreditasse que a liberação de um interno resultaria “por razão de herança” em ter filhos que teriam “grave doença mental ou deficiência mental”. As recomendações deveriam ser feitas por escrito e incluir um histórico do interno para apoiar a recomendação da instituição para a esterilização sexual. O interno poderia, posteriormente, ser examinado ou atendido pelo Conselho de Eugenia.
Se, após o exame do interno, o Conselho de Eugenia concordasse por unanimidade que essa pessoa provavelmente produziria filhos que teriam uma grave doença mental ou deficiência mental devido à herança, o Conselho de Eugenia poderia ordenar, por escrito, que a esterilização ocorresse. O Conselho de Eugenia nomearia ou poderia nomear o médico que realizaria o procedimento.
Se o Conselho de Eugenia acreditasse que o interno não era capaz de consentir, um cônjuge, tutor ou membro da família seria solicitado a dar seu consentimento. Se o interno não tivesse família, o Secretário Provincial, o antecessor do Superintendente do Ministério dos Serviços Sociais, deveria consentir em nome do interno.

### Cronologia
- 1867 – A Lei Constitucional do Canadá confere ao parlamento federal autoridade legislativa sobre “Índios e Terras reservadas para Índios”.[31]
- 1870 – Escolas residenciais canadenses em operação.[32]
- 1872 – O Asilo para Loucos de Victoria, o primeiro asilo para insanos da Colúmbia Britânica, é inaugurado.[33]
- 1873 – A Colúmbia Britânica aprova a “Lei dos Asilos para Insanos”.[34]
- 1876 – O Canadá aprova o ‘Indian Act’.[35]
- 1878 – O Asilo de Victoria da Colúmbia Britânica foi fechado, e o Asilo Provincial para Insanos foi inaugurado em New Westminster.[36]
- 1883 – Terapia ocupacional introduzida nos asilos da Colúmbia Britânica.[37]
- 1883 – “Eugenia” cunhado por Galton.[14]
- 1897 – A Colúmbia Britânica aprova a “Lei dos Hospitais para Insanos”.[38]
- 1897 – O asilo de New Westminster é renomeado como Hospital Provincial para Insanos (PHI).[38]
- 1904 – Novo hospital psiquiátrico inaugurado em Coquitlam, Colúmbia Britânica.[36]
- 1925 – Relatório da Comissão Real de Higiene Mental da Colúmbia Britânica.[39]
- 1927 – O Canadian Medical Association Journal publica o editorial “Eugenia e a Profissão Médica”.[40]
- 1928 – Columbia, or the Future of Canada, de George Godwin, é publicado na série To-day and To-morrow.[41]
- 1933 – A Colúmbia Britânica aprova “Uma Lei referente à Esterilização Sexual”.[42]
- 1945 – Relatório de Essondale lançado.[28]
- 1948 – Convenção sobre a Prevenção e Punição do Genocídio.[43]
- 1950 – O Hospital Provincial para Insanos da Colúmbia Britânica é renomeado como Woodlands School.[27]
- 1951 – O Canadá altera o “Indian Act”.[44]
- 1964 – O hospital psiquiátrico forense Colquitz da Colúmbia Britânica fecha.[38]
- 1973 – A Colúmbia Britânica revoga a Lei de Esterilização Sexual.[30]
- 1982 – A Carta Canadense dos Direitos e Liberdades é promulgada em lei.[45]
- 1985 – Seguindo uma tendência nacional de desinstitucionalização, a Colúmbia Britânica fecha Tranquille.[38]
- 1986 – O Hospital Valleyview na Colúmbia Britânica fecha.[46]
- 1988 – A Sociedade de Saúde Mental da Colúmbia Britânica é fundada.[47]
- 1998 – A Iniciativa de Saúde Mental na Colúmbia Britânica introduz um novo plano para o desenvolvimento dos serviços de saúde mental.[38]
- 2002 – A Colúmbia Britânica divulga “A Necessidade de Saber: Revisão Administrativa da Woodlands School”.[48]
- 2003 – O Ministro de Crianças e Desenvolvimento Familiar da Colúmbia Britânica emite um pedido de desculpas aos ex-residentes da Woodlands.[49]

## Manitoba
Discussões recentes em tribunais em Manitoba investigaram a legalidade e a permissão ética da esterilização involuntária de pessoas com deficiência mental. Focando naqueles indivíduos considerados legalmente incompetentes, os relatórios de 1990 e 1992 delinearam os cenários em que uma esterilização involuntária poderia ser justificada.
Conforme declarado na discussão de 1990, três condições são necessárias para que um indivíduo seja submetido a qualquer procedimento médico:
- O indivíduo deve ser informado tanto da natureza quanto dos riscos/benefícios do procedimento.
- O consentimento deve ser voluntário, não produto de coerção, ameaça ou fraude.
- O indivíduo deve ser competente o suficiente para dar o consentimento acima mencionado.

Indivíduos que são legalmente incompetentes incluem menores e adultos suficientemente deficientes.
A discussão chegou a um consenso de que a esterilização involuntária (ou esterilização com consentimento substituído) só é permissível se tiver um efeito positivo explícito na saúde física ou mental do indivíduo: isso é chamado de esterilização terapêutica. Um desses casos envolveu uma menina seriamente deficiente com uma fobia aversiva ao sangue, que estava programada para ser submetida a uma histerectomia. A justificativa da cirurgia não era eugênica, mas sim proteger a menina do trauma mental direto que provavelmente surgiria com o início da menstruação. Esse julgamento foi visto como estando exatamente na fronteira entre intervenção cirúrgica terapêutica e não terapêutica.
Essa discussão também cita um caso marco de consentimento substituído conhecido como o caso Mrs. E. vs. Eve. Nele, uma mãe, “Mrs. E.”, desejava esterilizar sua filha, “Eve”, com deficiência intelectual moderada, para poupar-lhe o sofrimento emocional potencialmente causado pela gravidez e pelo parto. Além disso, argumentava-se que Eve não seria capaz de usar qualquer outro método contraceptivo, nem de cuidar de uma criança, caso engravidasse. Como a esterilização não era explicitamente terapêutica e carregava sérios danos físicos e uma invasão dos direitos de Eve, Mrs. E. não podia ser autorizada a esterilizar sua filha. Em seguida, foi explorada a possibilidade de o próprio governo tomar a decisão, utilizando a jurisdição parens patriae. Parens patriae permite que o governo autorize medidas no “melhor interesse” quando nenhuma outra fonte de consentimento pode ser obtida; isso inclui crianças e pessoas com deficiência mental. No caso de Eve, os riscos foram considerados demasiado altos e os benefícios demasiado obscuros para autorizar uma esterilização não terapêutica por meio da jurisdição parens patriae, uma vez que uma esterilização cirúrgica é um procedimento irreversível.

## Ontário
Embora a esterilização eugênica nunca tenha sido instituída em Ontário, a questão gerou um debate considerável, concomitante com a promulgação das leis de esterilização em Alberta e na Colúmbia Britânica. A formação da Sociedade de Eugenia do Canadá (ESC) em 1930 visava organizar os defensores da eugenia em um grupo coeso, a fim de tornar seu lobby junto ao governo mais eficaz. Fundada em Ontário, a ESC contava com um grande número de médicos em suas fileiras, incluindo Clarence Hincks, um dos proponentes mais dedicados da Lei de Esterilização Sexual de Alberta. Outros membros notáveis incluíam o Tenente-Governor de Ontário, H. A. Bruce, e o eminente psiquiatra Clarence B. Farrar, que havia sido chefe do Hospital Psiquiátrico de Toronto desde 1925. À medida que traços sociais como criminalidade e promiscuidade começaram a sair da lista de traços hereditários, a ESC adaptou sua estratégia para a de controle de natalidade, mantendo o foco no benefício econômico. Ela obteve um apoio considerável, mas nunca conseguiu levar efetivamente a questão da esterilização eugênica para a arena política. A ESC chegou ao fim logo após um erro de relações públicas em 1938, quando um representante insinuou que a ESC e o partido nazista buscavam atingir objetivos semelhantes por meios semelhantes. Não é surpreendente, portanto, que quando a Segunda Guerra Mundial eclodiu em 1939, a ESC perdeu quase todo o seu apoio.

## Territórios do Noroeste
Em 2019, foram apresentadas acusações contra o Dr. Andrew Kotaska, que esterilizou uma mulher inuk removendo ambos os seus tubos de Falópio, apesar de ter seu consentimento apenas para remover um. Isso ocorreu em um hospital em Yellowknife. Este é o primeiro caso documentado de um médico sendo sancionado por esterilização compulsória no Canadá. Suas ações foram consideradas “antiéticas” pelos investigadores.